# Árpádváros (Kecskemét)

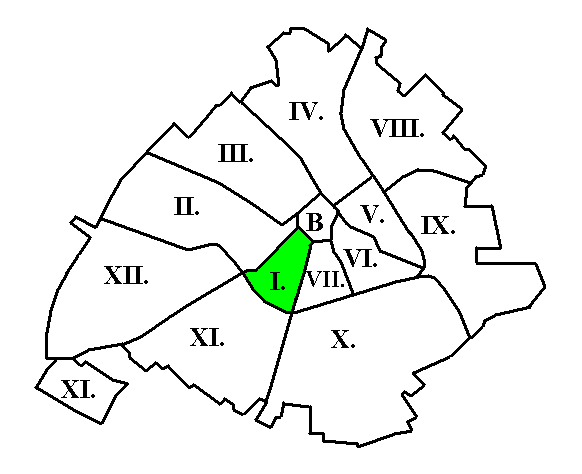
Elhelyezkedése Kecskeméten belül

Árpádváros Kecskemét egyik városrésze. A város egyik legfrekventáltabb lakótelepe található itt, mely nagyrészt házgyári technikával létesült. Emellett a kerület nyugati részén találhatunk kertvárosi jellegű házakat is

## Fekvése
Kecskemét központi részén található, a Dózsa György út, a Petőfi Sándor utca, a Dobó körút, a Batthyány utca, a Halasi út, valamint a vasút között, gyakorlatilag sík területen, jelentősebb természetes vízfelület nélkül. Északról a Máriaváros és a Belváros, keletről a Kossuthváros, míg délről Alsószéktó határolja.

## Politika
Korábban Árpádváros jelentette Kecskemét 17. számú választókörzetét, azonban a városrész 2010-ben egy átszervezés után, a 13-asba került. Képviselője a városi közgyűlésben a 2010-es önkormányzati választások óta Szalay Gábor, aki a Fidesz színeiben indult.
A városrészben 1998 óta részönkormányzat működik.

## Államigazgatás
Miniszterelnökség - Agrár-Vidékfejlesztésért Felelős Államtitkárság (Ipoly utca 1/A)

## Egészségügy

### Orvosi rendelő[7]
- Rávágy tér 3. (Dr. Lemberger Annett, Dr. Zsámboki János)

### Gyógyszertár[8]
- Aranykehely Patika (Rávágy tér 3.)[9]
- Pingvin Patika (Batthyány u. 37.)[10]

### Vöröskereszt
- Magyar Vöröskereszt Bács-Kiskun Megyei Szervezete (Rávágy tér 5.)[11]

## Kultúra, vallás
- Szentháromság temető (Ipoly utca 13.)[12]
- Szentháromság-kápolna (Küküllő utca 4.)
- Boldogasszony Rózsakert (Boldogasszony tér)[13]

## Oktatás

### Bölcsőde[14]
- Árpádvárosi Bölcsőde (Tóth László sétány 2.)
- Mátis Kálmán Utcai Bölcsőde (Mátis Kálmán u. 6.)

### Óvoda[15]
- Ferenczy Ida Óvoda (Mátis Kálmán utca 8) ( volt Vörösmarty Mihály Általános Iskola)
- Ferenczy Ida Óvoda Árpádvárosi Óvodája (Tóth László sétány 1.)
- Ferenczy Ida Óvoda Mátis Kálmán Utcai Óvodája (Mátis K. u. 4.)

### Általános Iskola és középiskola
- Kecskeméti Belvárosi Zrínyi Ilona Általános Iskola Béke Általános Iskolája (Boldogasszony tér 7.)[16]
- Kecskeméti Belvárosi Zrínyi Ilona Általános Iskola II. Rákóczi Ferenc Általános Iskolája (Tóth László sétány 2.)[17] (tornaterme az ún. Árpádvárosi Sportcsarnok)
- Kecskeméti Kodály Zoltán Ének-zenei Általános Iskola, Gimnázium, Szakközépiskola és Alapfokú Művészeti Iskola (Dózsa György út 22.)[18]

## Szolgáltatások

### Iparkamara
- Bács-Kiskun Megyei Kereskedelmi és Iparkamara (Árpád krt. 4)[19](volt Honvéd laktanya)

### Posta
- Árpádvárosi 5-ös posta (Rávágy tér 3.)

## Külső hivatkozások
- Kecskemét honlapja
- Kecskemét városrészeinek térképe
- A II. Rákóczi Ferenc Általános Iskola honlapja